# Abbazia di Wilten
L'abbazia di Wilten (in tedesco: Stift Wilten) è un monastero premostratense che sorge nell'omonimo quartiere, all'entrata meridionale della città di Innsbruck, nella regione del Tirolo, in Austria.
Rappresenta una delle più importanti abbazie dell'Austria, e un importante esempio dell'architettura barocca del Paese.

## Storia e descrizione

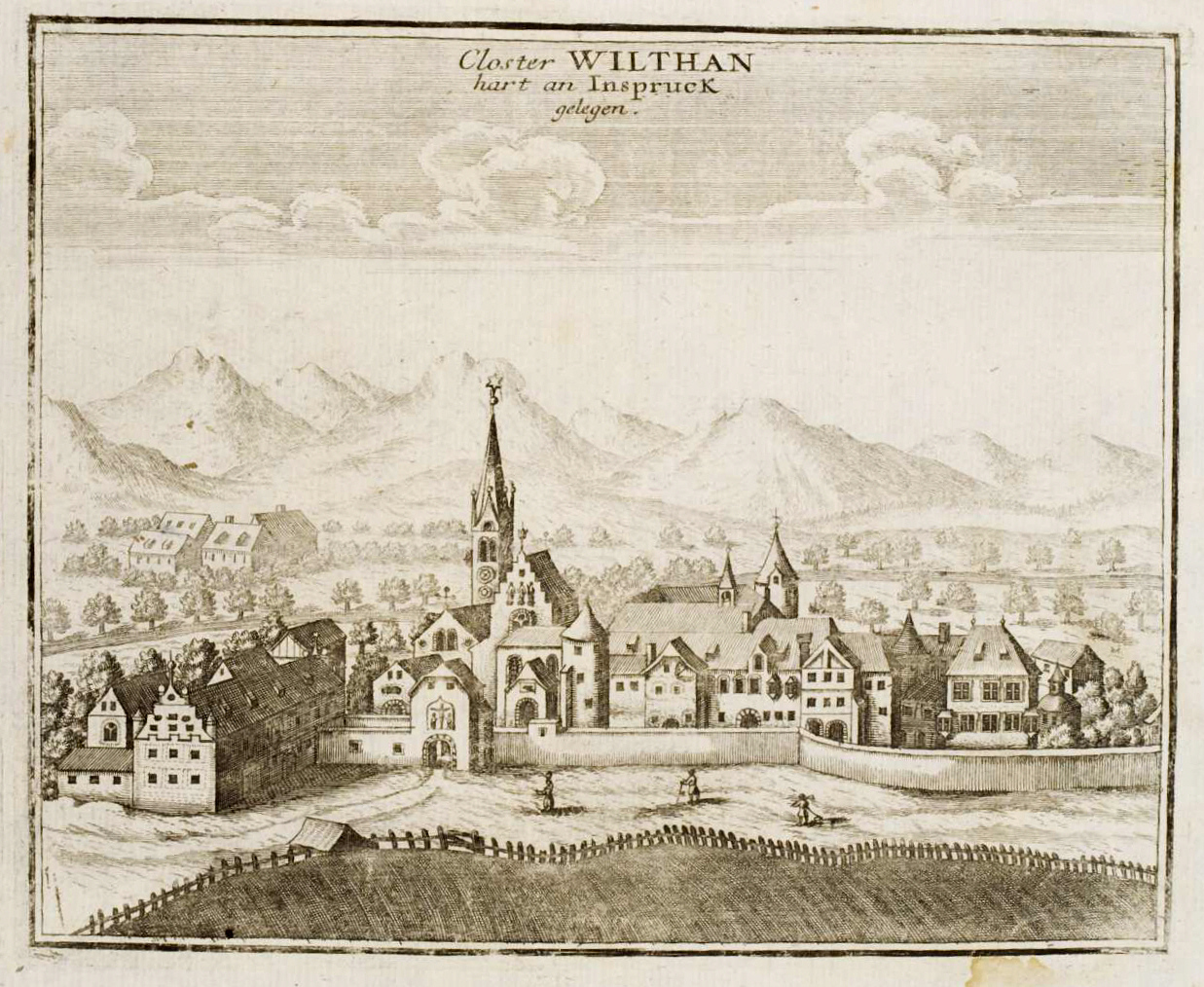
Veduta dell'abbazia gotica da una stampa di Andreas Mayr antecedente al 1651.

### Origini di Wilten
In quest'area, ai piedi del Monte Isel, abitata già nel 1000 a.C. circa da genti della Cultura dei campi di urne. I Romani vi costruirono l'insediamento di Veldidena (Wilten, in tedesco) con il relativo castrum, sul luogo dove oggi sorge il monastero. Infatti nel XVI secolo furono ritrovati molti resti murari, monete e oggetti, citati dallo storico Matthias Burglechner nella sua descrizione territoriale, il Tirolischer Adler, l'"Aquila tirolese", del 1619.

### Fondazione del monastero

#### Leggenda
Secondo la leggenda, il monastero fu fondato dal gigante Aimone verso l'878.
Infatti si racconta che Aimone, un gigante immigrato germanico, si sfidò col gigante locale Tirso in duello sconfiggendo il suo avversario grazie a delle armi migliori.
Un monaco convertì Aimone al cristianesimo, il quale con rammarico per la sua azione, smise di costruire il suo castello e iniziò a edificare il monastero per espiare il suo peccato. Il diavolo si arrabbiò e ordinò a un Lindworm di impedirne la costruzione. Aimone uccise la bestia e gli tagliò la lingua. Dopo il completamento del monastero, Aimone pressi voti e fu sepolto nell'abbazia. Due statue colossali all'entrata della chiesa abbaziale mostrano Tirso e Aimone che tiene in mano la lingua del drago, in ricordo di questa leggenda.

#### Storia

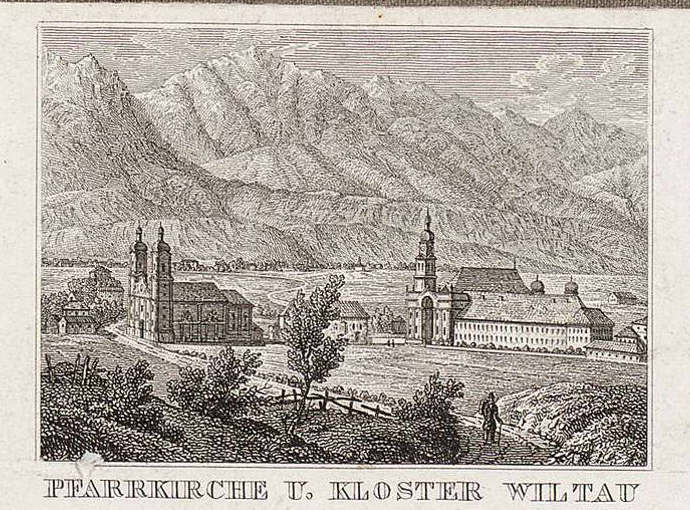
L'abbazia e la basilica in una stampa del XIX secolo.

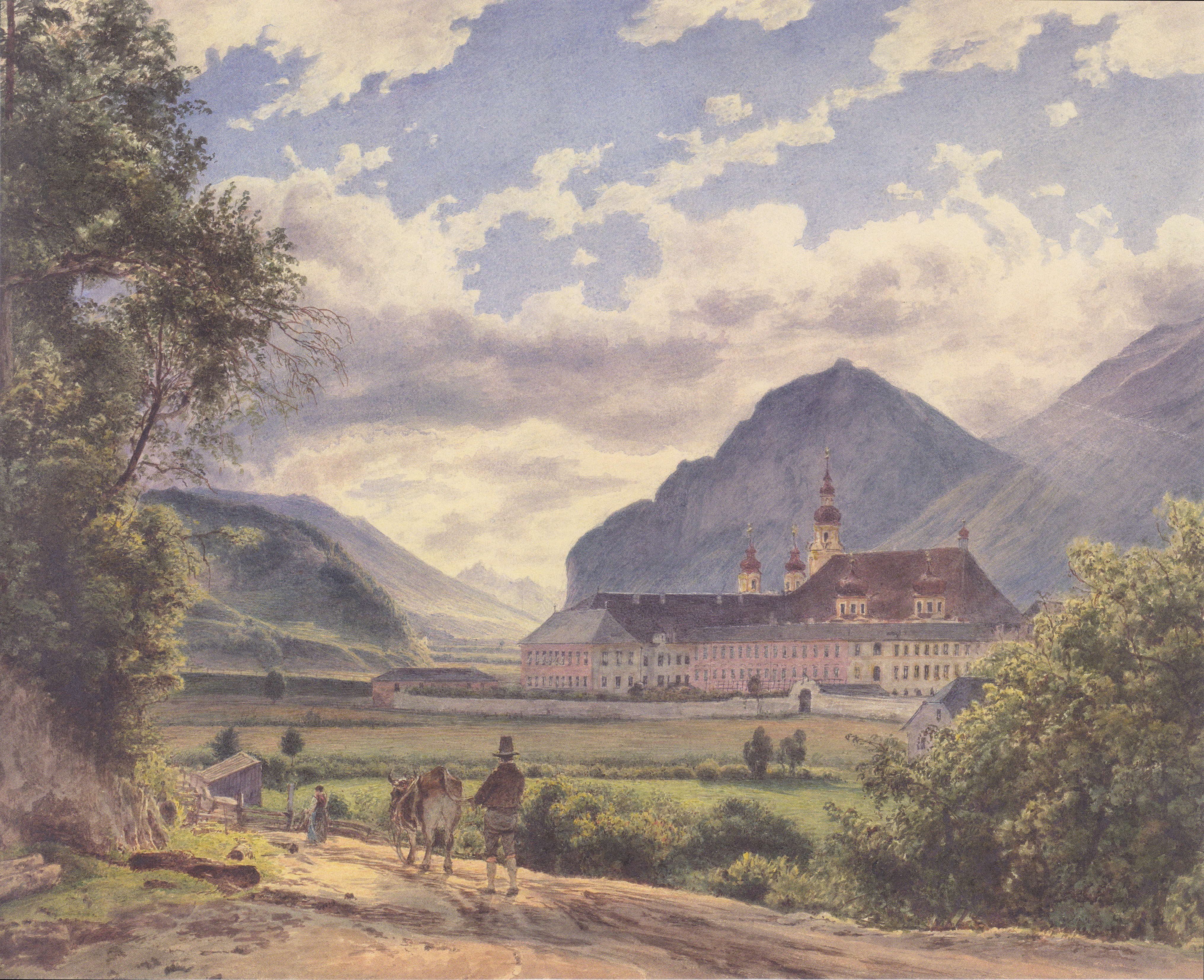
Veduta di Wilten con l'abbazia da un acquerello del 1844 di Jakob Alt.

Già nel 565 un diario di viaggio menziona l'esistenza, in questo luogo, di una chiesa dedicata a San Lorenzo.
All'inizio del XII secolo il territorio apparteneva alla Diocesi di Bressanone e l'allora vescovo Reginbert vi volle fondare un monastero popolato dai frati premostratensi provenienti dall'Abbazia di Roth. Tale comunità fu confermata il 30 aprile 1138 da papa Innocenzo II. Questo documento di fondazione, il primo a menzionare l'esistenza dell'abbazia, è ancora oggi conservato negli archivi del monastero.
Nel 1180, l'abbazia di Wilten lasciò al conte di Andechs Bertoldo III delle terre sul lato destro dell'Inn, fu la fondazione della città di Innsbruck. Il Conte donò in cambio all'abbazia il cosiddetto Wiltener Henkelkelch, un'opera sassone dell'epoca. A quel tempo, i canonici assunsero le tre parrocchie originali di Wilten (che ha il titolo di "Parrocchia madre di Innsbruck", poi divenuta l'attuale Basilica di Wilten, da non confondere con la chiesa abbaziale), Ampass e Patsch, dalle quali, in seguito, emersero le 21 parrocchie odierne.
Nei secoli gli edifici romanici furono via via distrutti da vari incendi e il complesso venne ricostruito intorno al XIV secolo in stile gotico. Tuttavia, nel 1644, il crollo del campanile provocò gravi danni anche agli edifici gotici e soprattutto alla chiesa, distruggendola quasi completamente. Così, visto il periodo aureo che l'abbazia stava vivendo nei secoli XVII e XVIII, l'abate Dominikus Lahr decise di ricostruire e rinnovare ampiamente il complesso nella veste barocca odierna. La nuova chiesa fu consacrata nel 1665.
Durante il dominio bavarese (1807-1816) e sotto il nazionalsocialismo (1939-1945), il monastero fu abrogato, saccheggiato e parzialmente distrutto. Inoltre, a causa della sua vicinanza alla stazione ferroviaria e alla ferrovia del Brennero, il complesso monastico fu ripetutamente bombardato durante la seconda guerra mondiale. Il 13 giugno 1944, la chiesa collegiata fu colpita in modo particolarmente duro e non poté essere riaperta solo nel Natale del 1952.

## La chiesa abbaziale

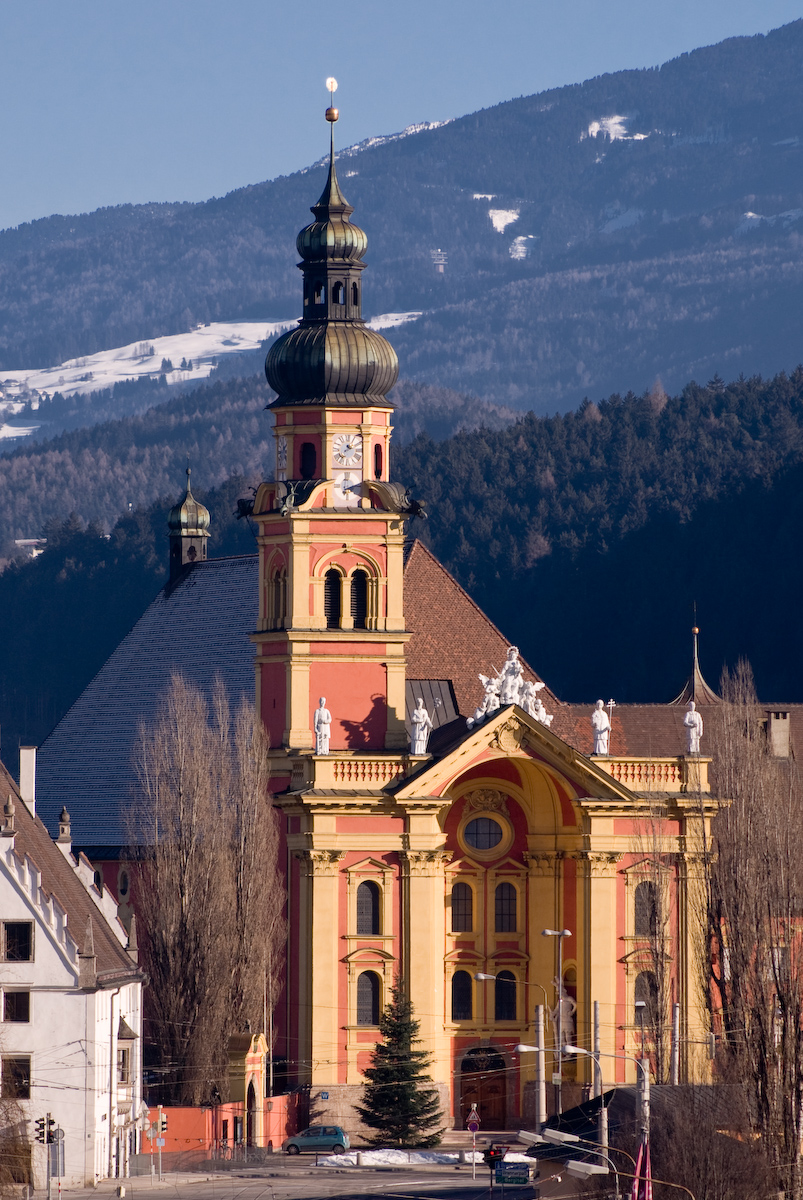
La Chiesa abbaziale.

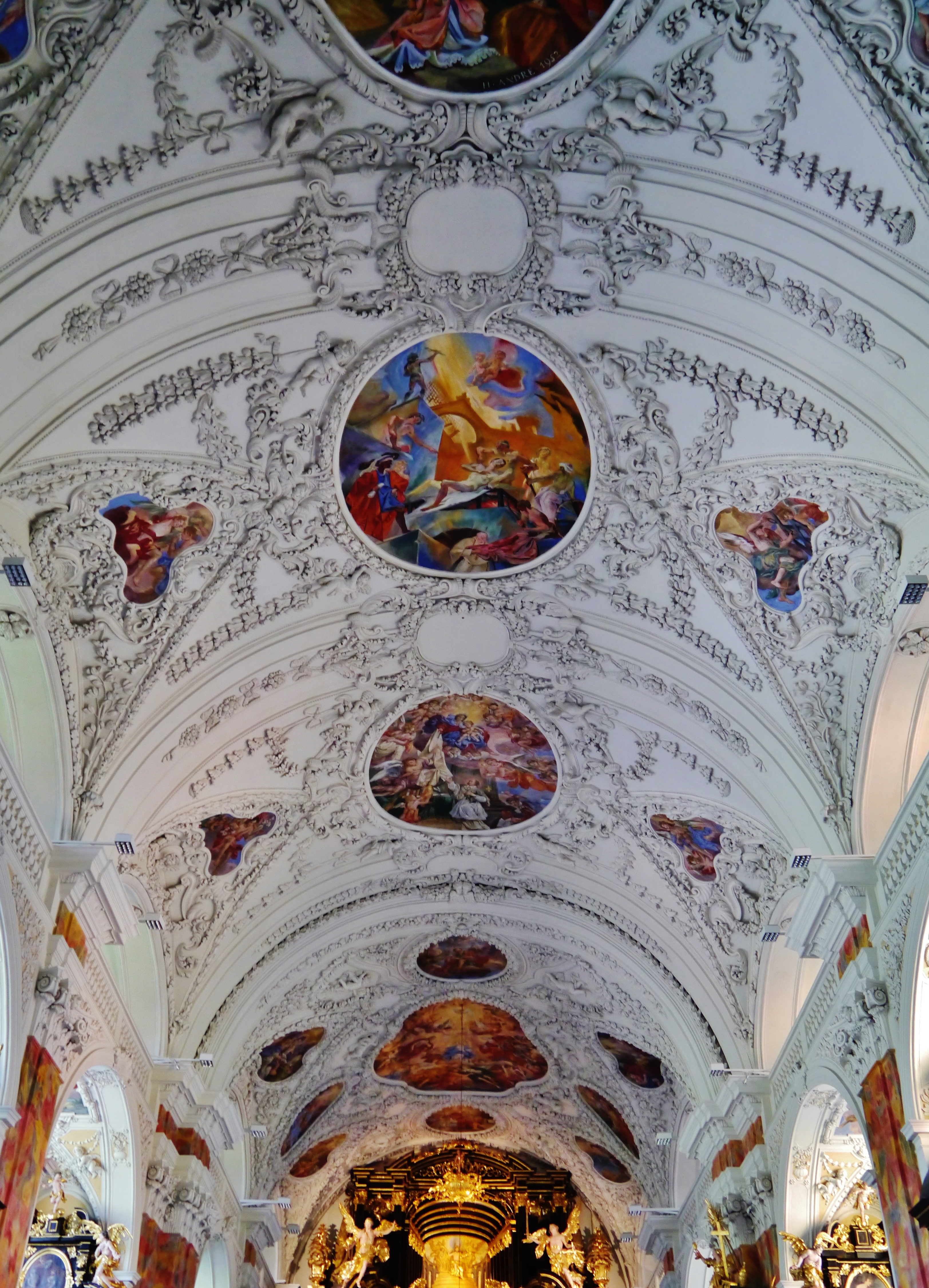
La volta.

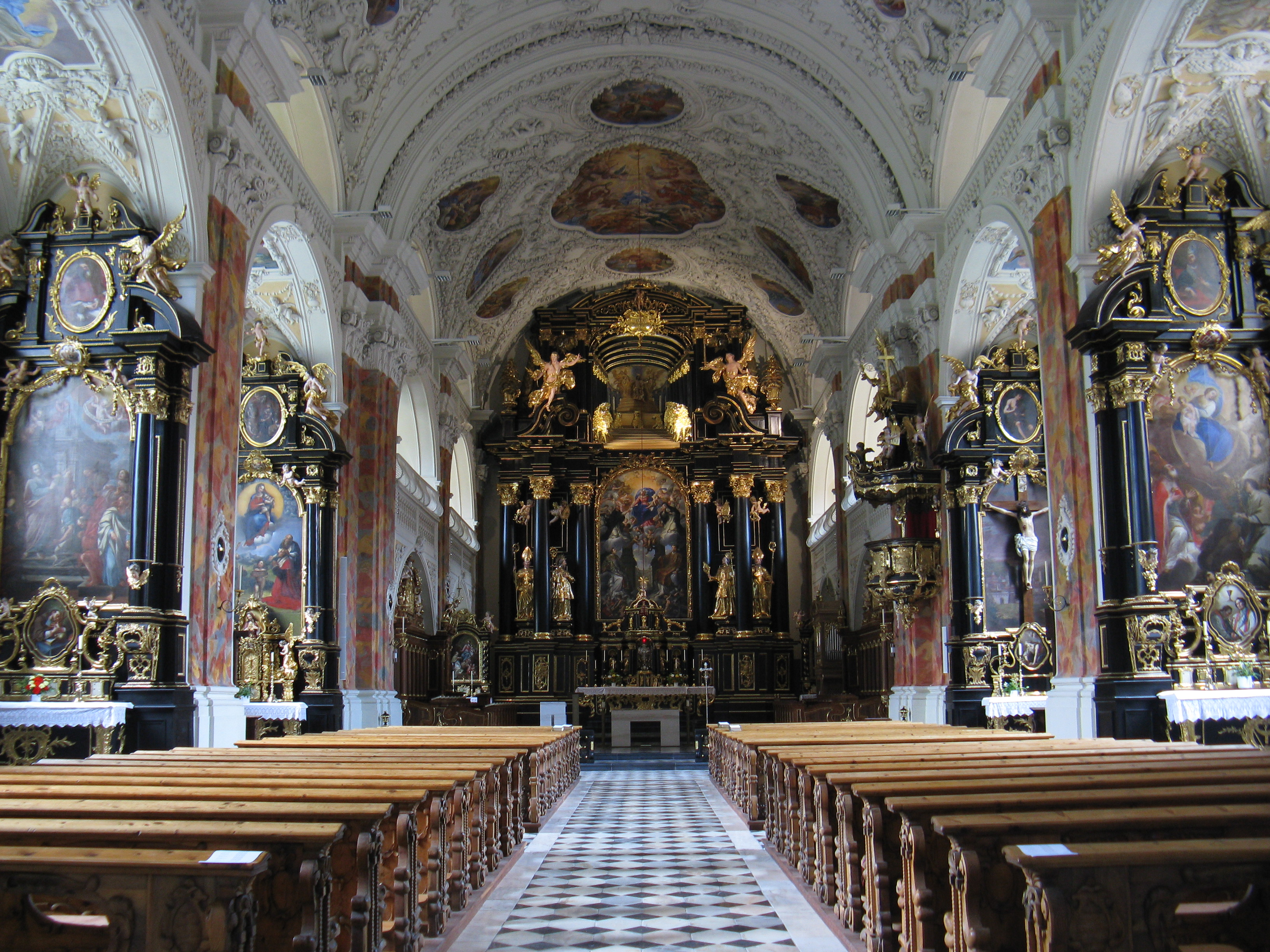
Veduta del fastoso interno barocco.

### Origini
Una prima chiesa dedicata a San Lorenzo era qui stata eretta, in legno, già nel 565, come appare da un diario di viaggio che ne menziona l'esistenza.
Questo edificio venne probabilmente sostituito nel XII secolo quando il vescovo Reginert fonda il monastero. Doveva essere una chiesa a tre navate con pianta basilicale.
La chiesa venne ricostruita dall'abate Wernher nel XIV secolo in stile gotico. Un dipinto a pannelli gotici dell'ex altare di Sant'Ursula mostra una vista tardo medievale della chiesa e del monastero. La basilica a tre navate, aveva probabilmente le stesse dimensioni di quella romanica. A est, un coro rialzato chiuso da tre absidi, sopra la cripta, luogo di sepoltura degli abati e fondatori aristocratici.

### La veste barocca
Con il crollo della torre nel 1644, la chiesa gotica andò quasi completamente distrutta e, sotto l'abate Dominikus Löhr (1651 - 1687) fu posata la prima pietra della chiesa barocca.
Il nuovo edificio fu eretto su progetto di Christoph Gumpp il Giovane che concepì una chiesa con un'unica navata affiancata da una serie ci cappelle laterali sormontate da matronei e coperta da una grande volta a botte.
La consacrazione della chiesa avvenne il 18 ottobre 1665 da parte del principe-vescovo di Bressanone Sigismondo Alfonso Thun e alla presenza dell'imperatore Leopoldo I d'Asburgo. 
La torre venne completata nel 1667, e in seguito si procedette alla decorazione degli interni.
Una sorta di nartece introduce all'interno, chiuso da una mirabile cancellata in ferro battuto opera del 1707 del fabbro locale Adam Neyer; insieme al Cancello delle Rose dell(Abbazia di Stams rappresenta una delle opere magistrali dell'arte del ferro in Tirolo.
Tutta la fastosa decorazione è opera Kaspar Waldmann, per gli affreschi eseguiti fra il 1702 e il 1707; e di Bernardo Pasquale che realizzò dal 1703 la profusione di stucchi con foglie d'acanto, ghirlande di frutta, l'aquila e figure di angeli.
La facciata, dai vivaci colori rosso e ocra, e inscritta sul vasto nicchiono centrale, venne realizzata da Georg Anton Gumpp nel 1716. A fianco del portale vi sono le due statue colossali dei leggendari giganti Aimone e Tirso.

## Galleria d'immagini

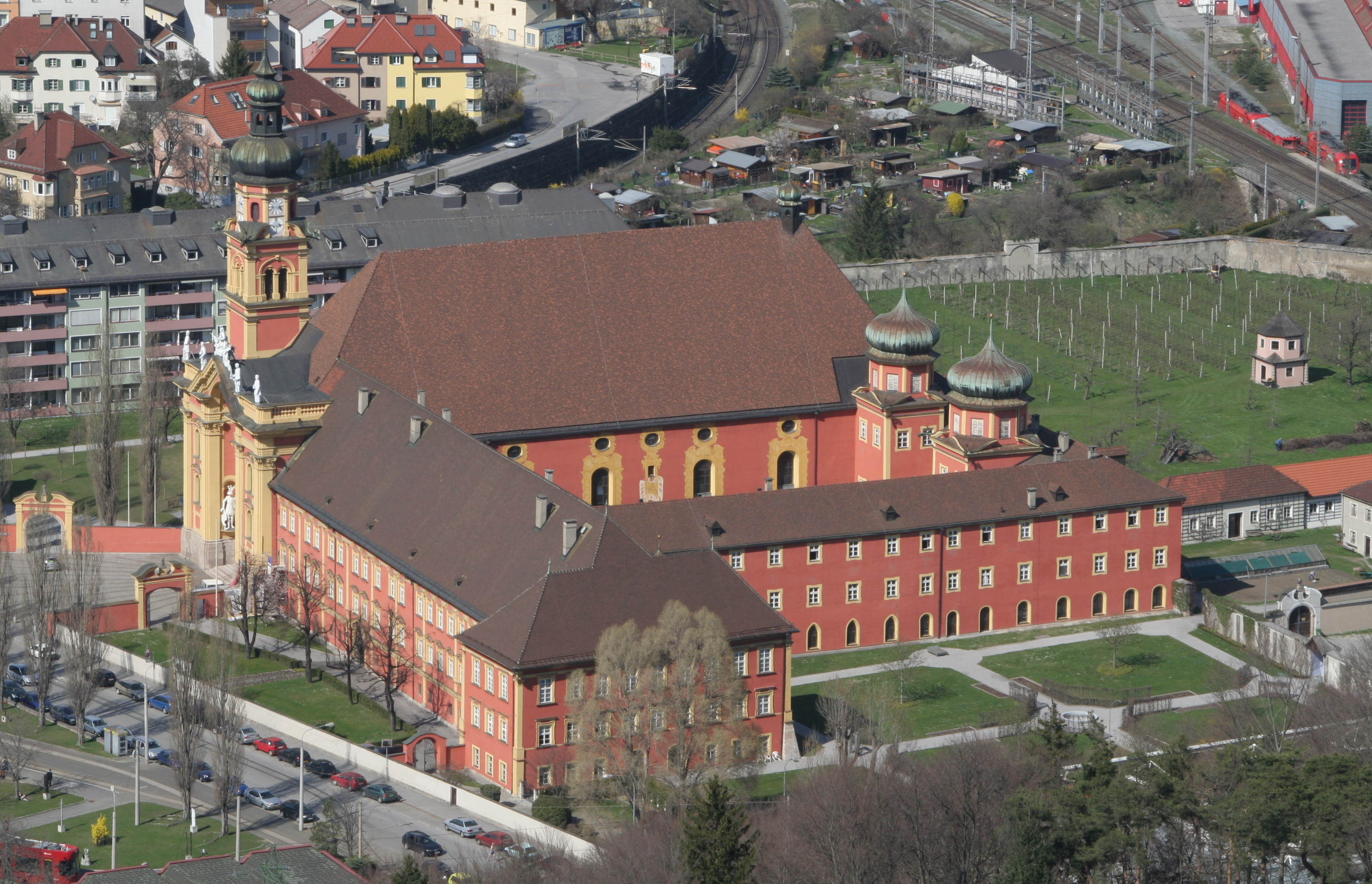
L'abbazia premonstratense.
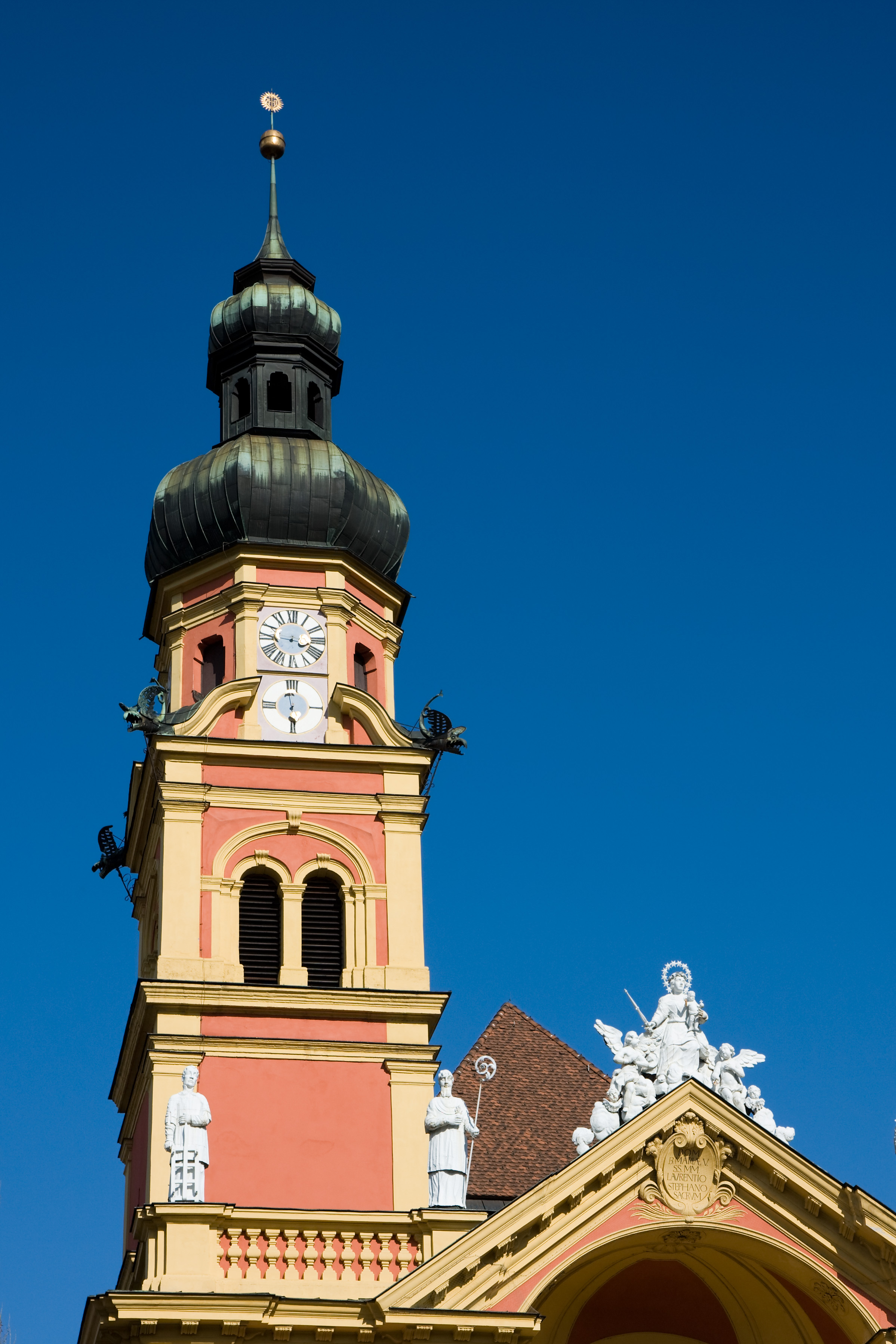
La torre.
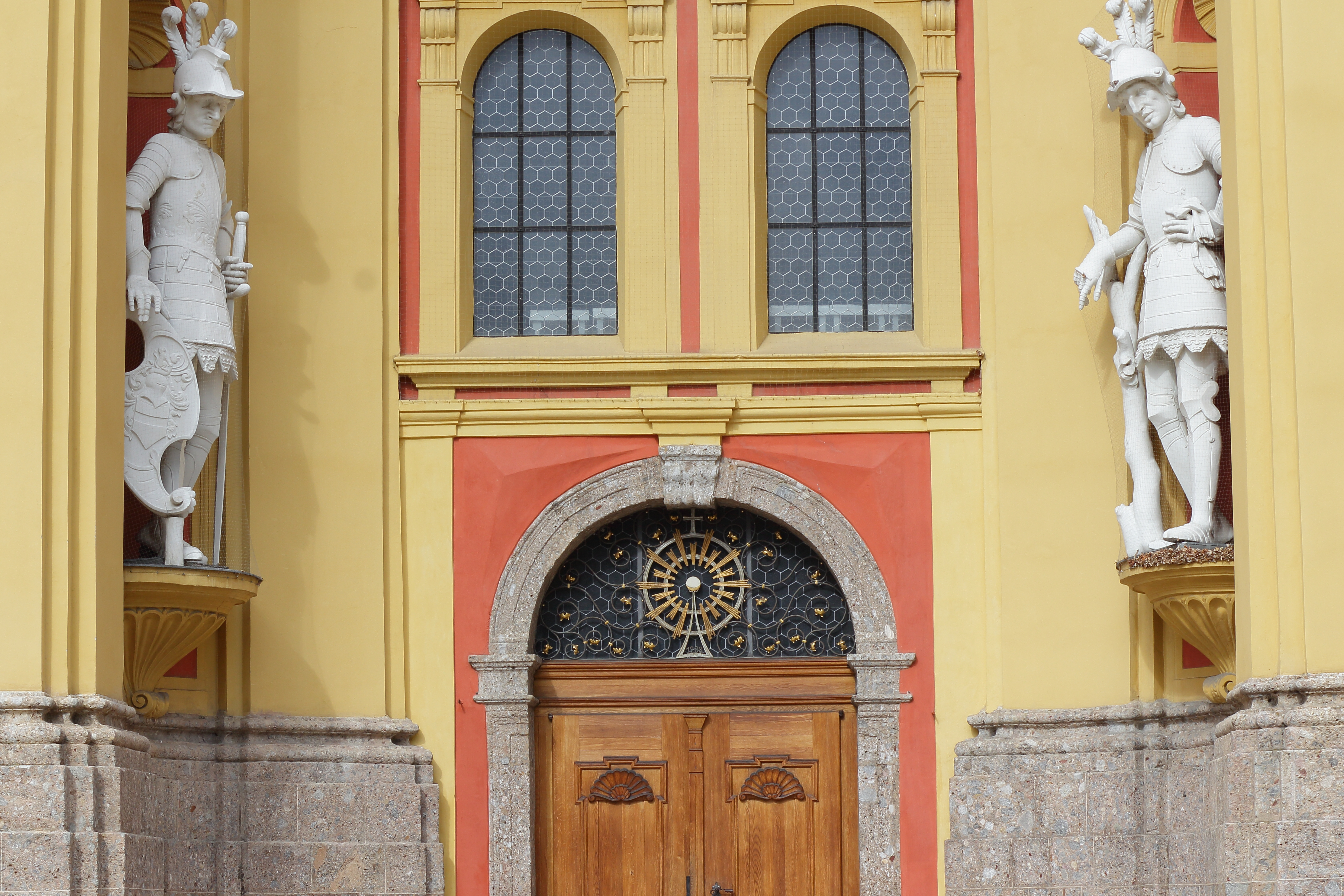
Le statue di Aimone e Tirso.
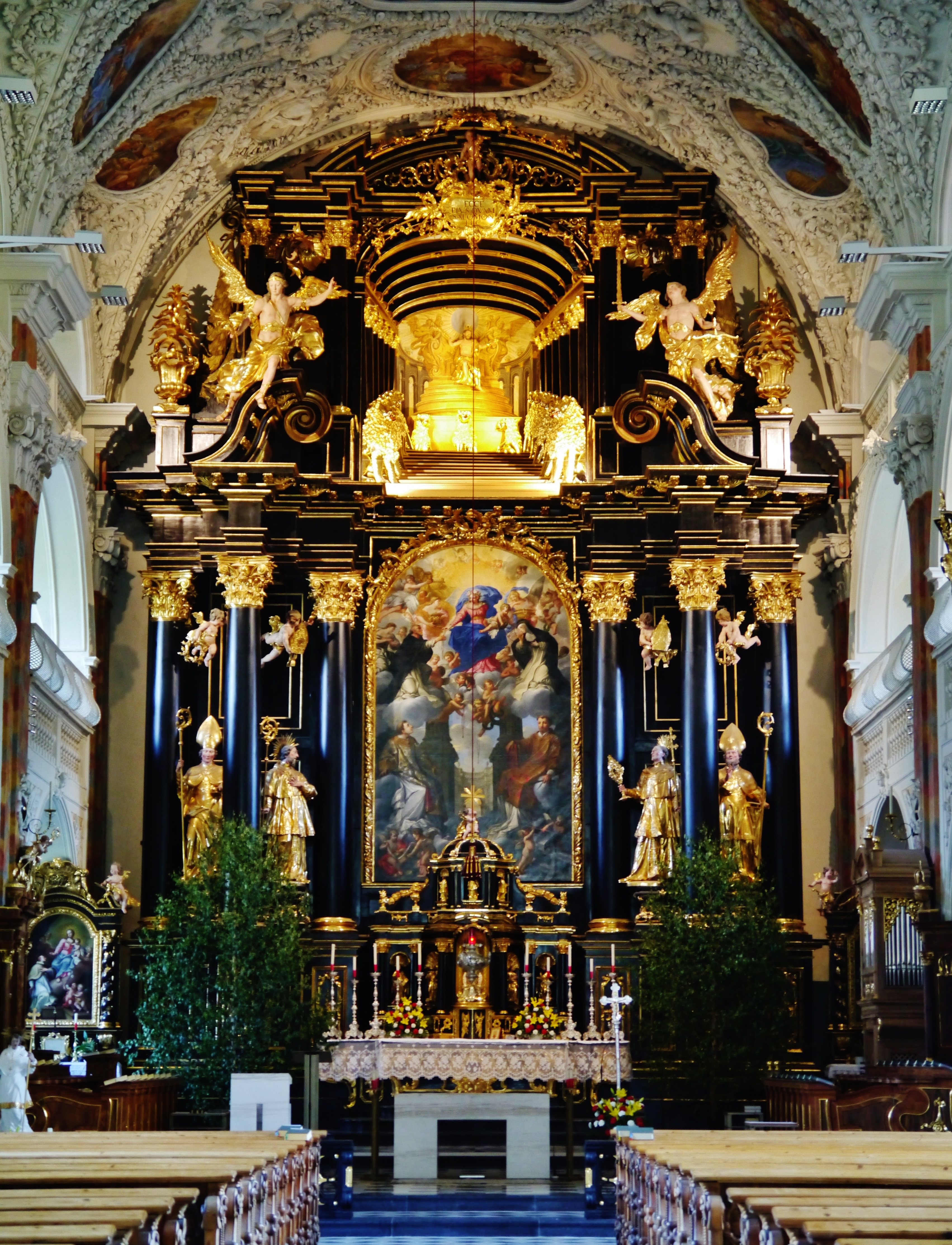
L'altar maggiore.
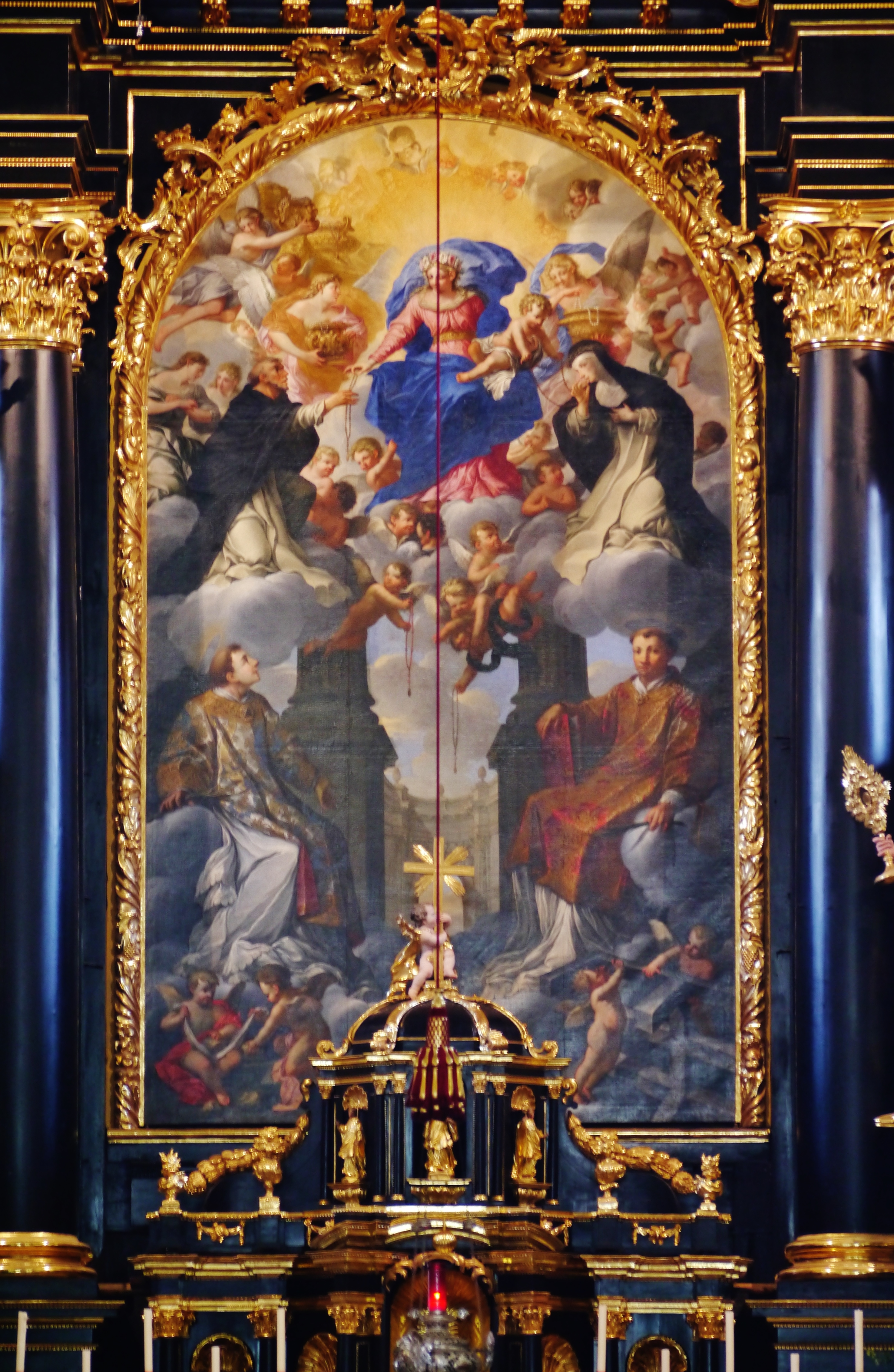
Pala della Madonna del Rosario, Egid Schor, 1671.